# Latorvár (Sály)
Latorvár mára elpusztult vár a Bükk-vidék központi hegyeinek déli oldalán, Sály közelében.

## Elhelyezkedése

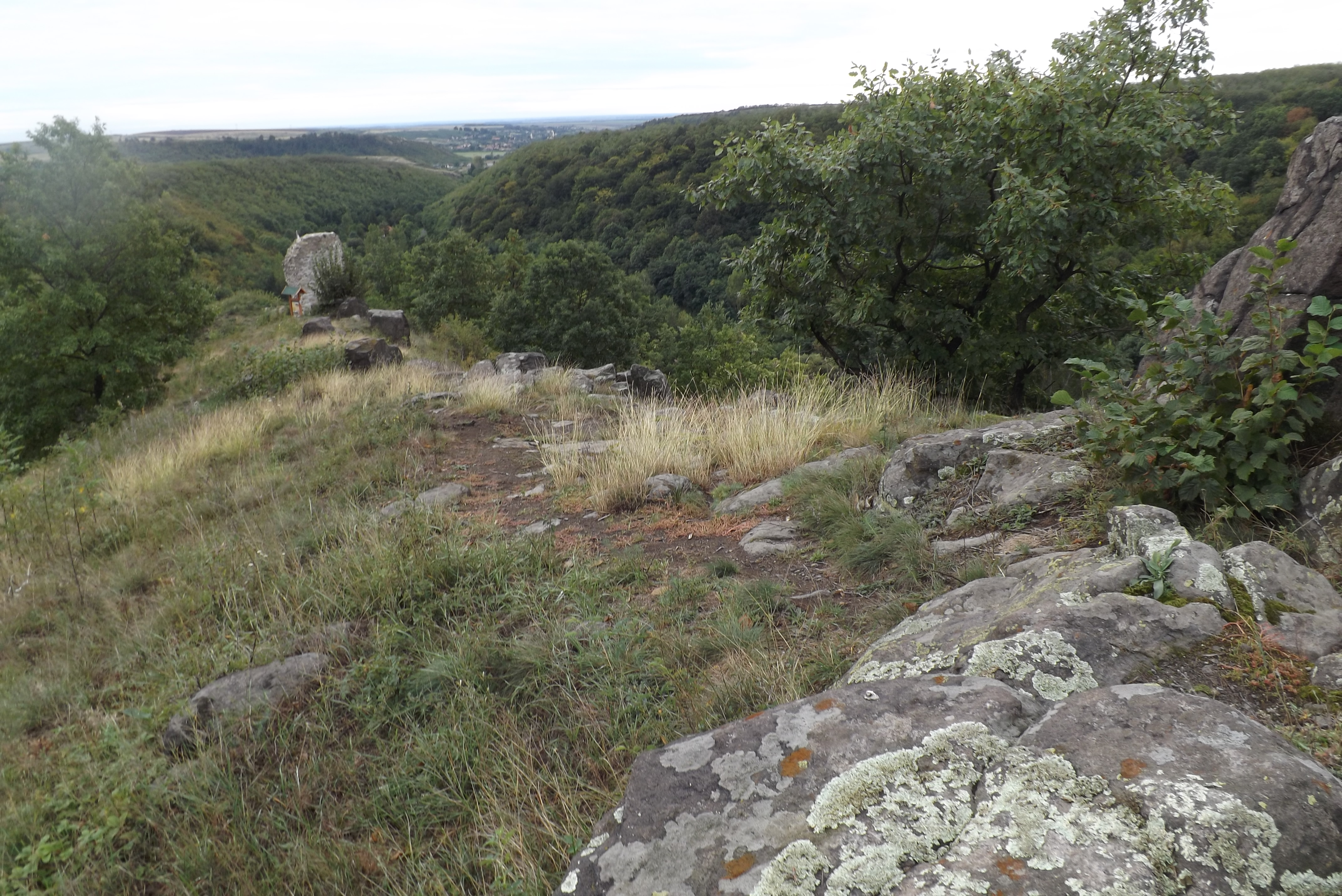
Latortető, előtérben Latorvár romjai

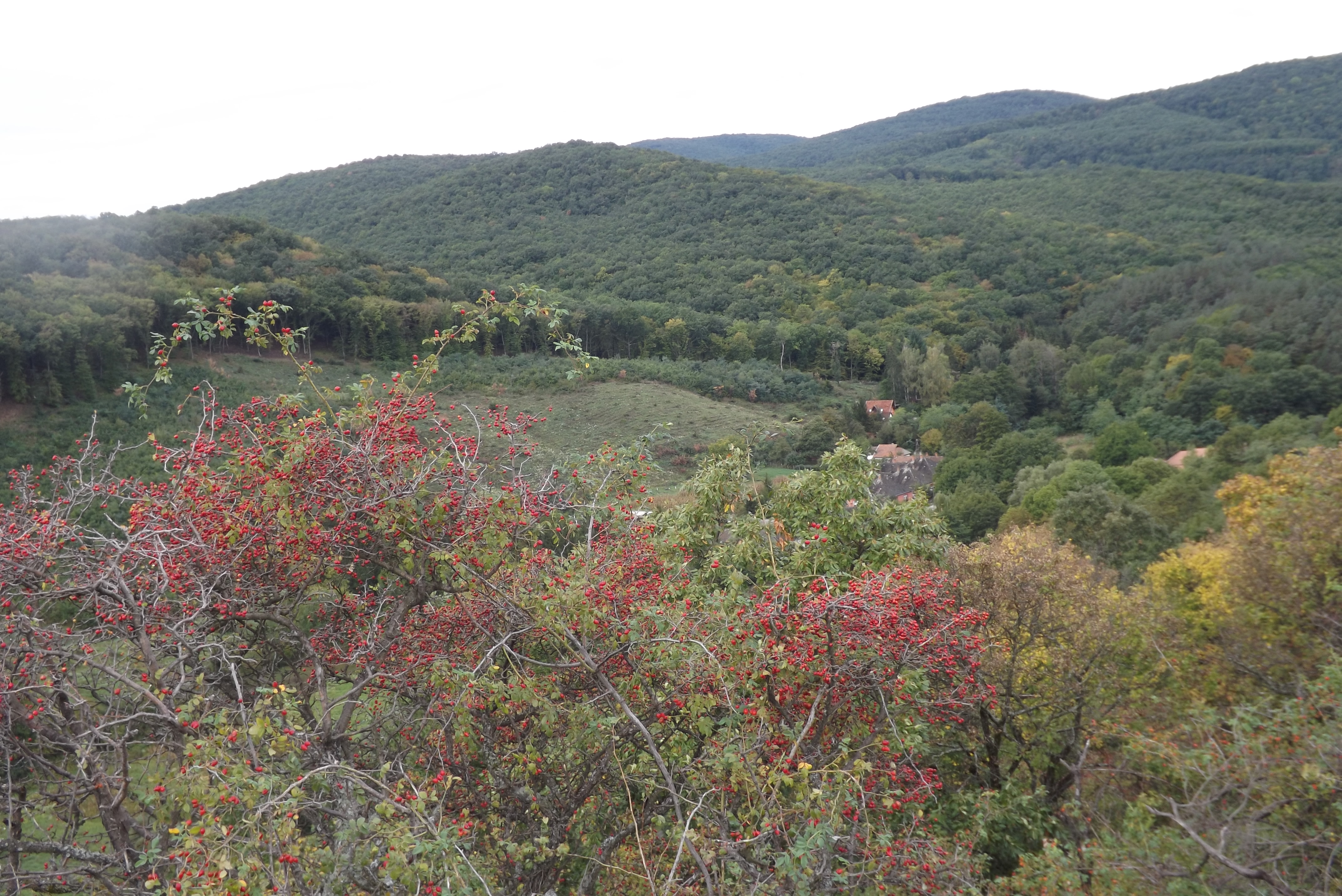
Kilátás Latorvár mellől a vár alatt elterülő völgyre és Latorpusztára

A vár a Sálytól 4 km-re északnyugatra fekvő Latorpuszta (Latorút) fölötti hegy ormán, a Latorvár-tetőn fekszik, ahol három egymás közvetlen közelébe épült erősség található. Az első egy vaskori földvár, a második egy honfoglalás-kori földvár (Örsúr vára), a harmadik pedig egy Árpád-kori kővár (Latorvár). Ez nem a hegy tetején, hanem annak déli, meredeken kiugró padkáján található.

## Nevének eredete
Egy fennmaradt legenda szerint egy Latur nevű rablólovag vára állt itt egykor, aki a völgyön átutazókat rabolta ki. Várát később lerombolták. Talán őróla kaphatta a település is a Lator nevet.

## Története

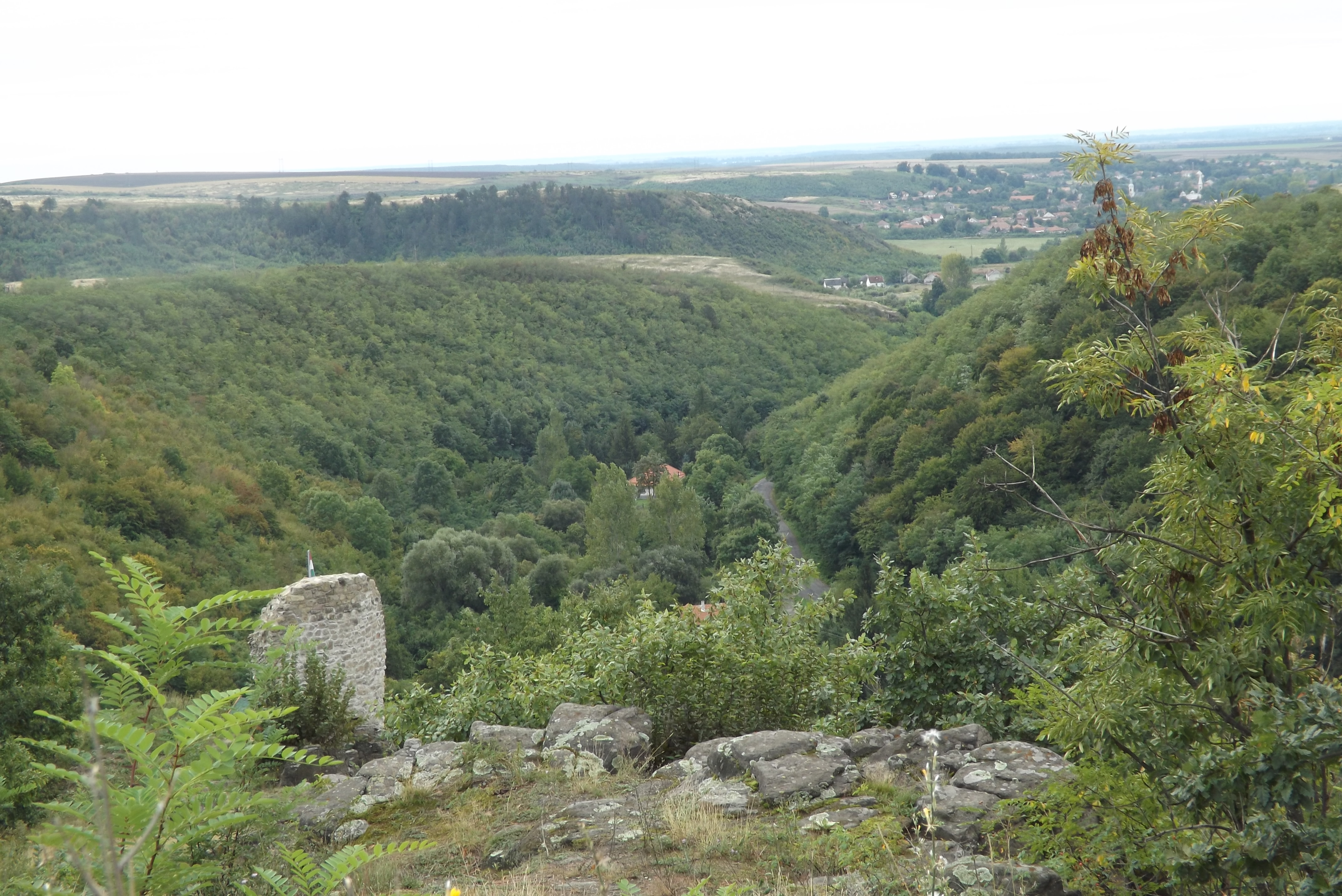

Latorvár építését kerámialeletek alapján az Árpád-korra, a 12. század végére vagy a 13. század elejére teszik. A várról a fennmaradt oklevelek nem tudósítanak.  A várat valószínűleg a kácsi lakótoronnyal egy időben, az Örsúr nemzetség 14. századi elszegényedésével hagyták el, mivel átépítésére nem volt megfelelő anyagi fedezet. A várat a huszadik század elejétől 15. századi, huszita eredetű erősségnek tartották, ezt a nézetet azonban az újabb leletek cáfolták.

## Feltárása
Latorvárat Holl István és Parádi Nándor ásatásai tárták fel. A torony alapjait, valamint körülötte Árpád-kori kerámiatöredékeket találtak meg (pl. halványvöröses színű palacknyak- és palackváll-töredék). 1979-ben Parádi Nándor és Gádor Judit járta be a területet, újabb cseréptöredékeket találva.

## Leírása

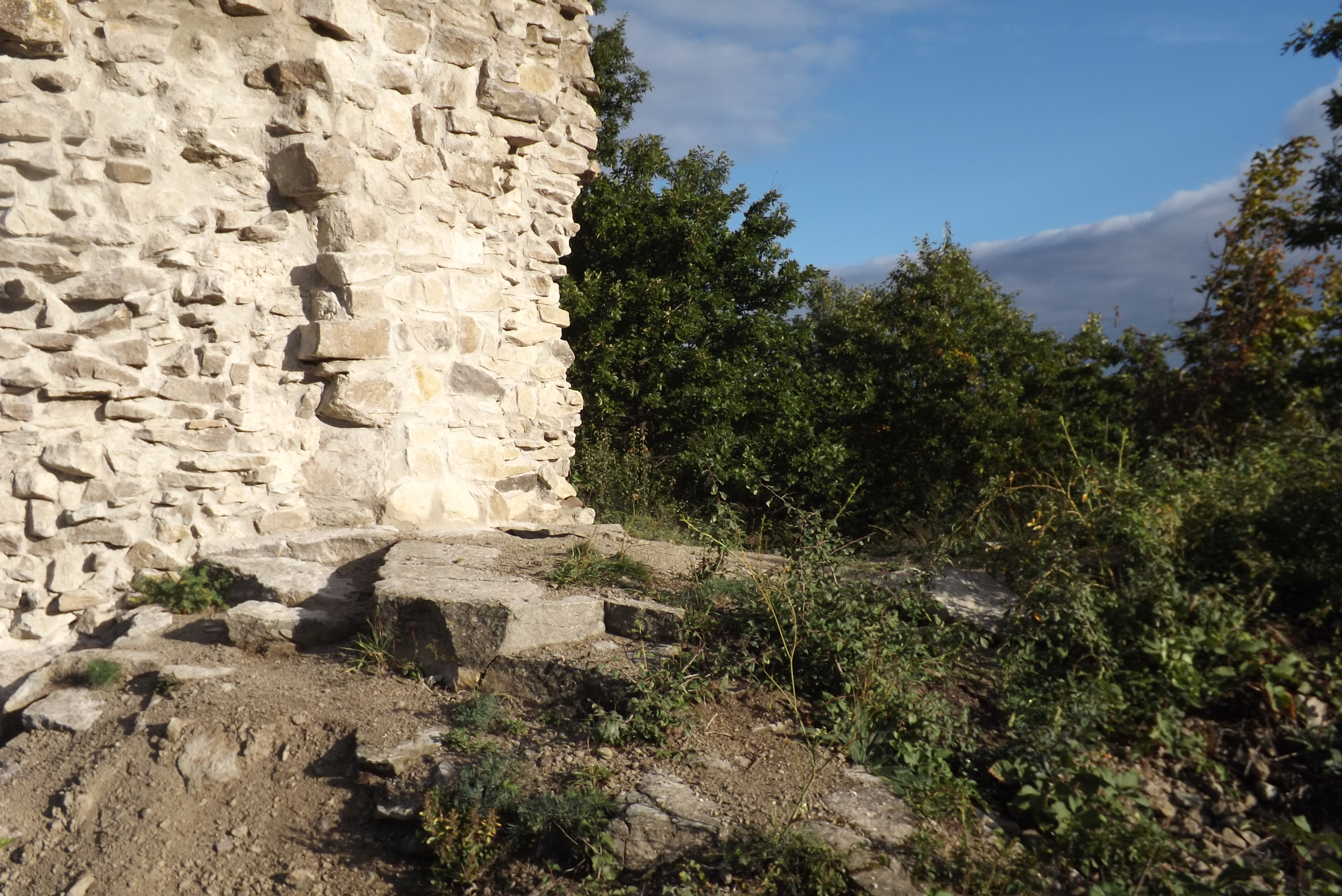
Latorvár romjai

A várat egy 28x14 méteres ovális alakú, 7 méter széles árok határolja, mely mára jelentősen feltöltődött, mélysége mindössze 1–1,5 méter. 
A kis alapterületű lakótorony alapjánál 2,5 méter vastag falai 4–4,5 méteres magasságig maradtak fenn. A torony falainak íves hajlásából kör vagy félkör alakú alaprajzra lehet következtetni.

## Galéria

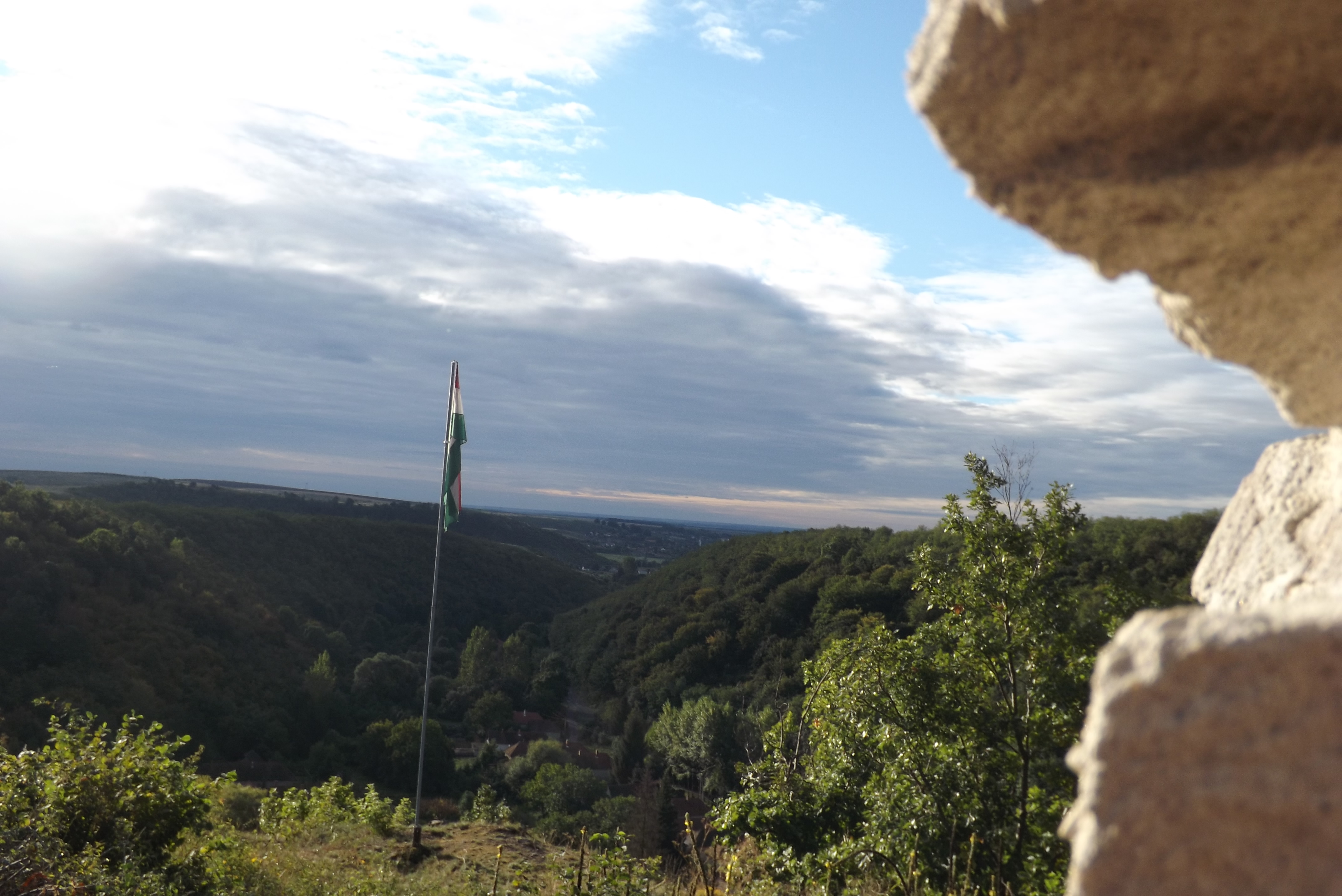
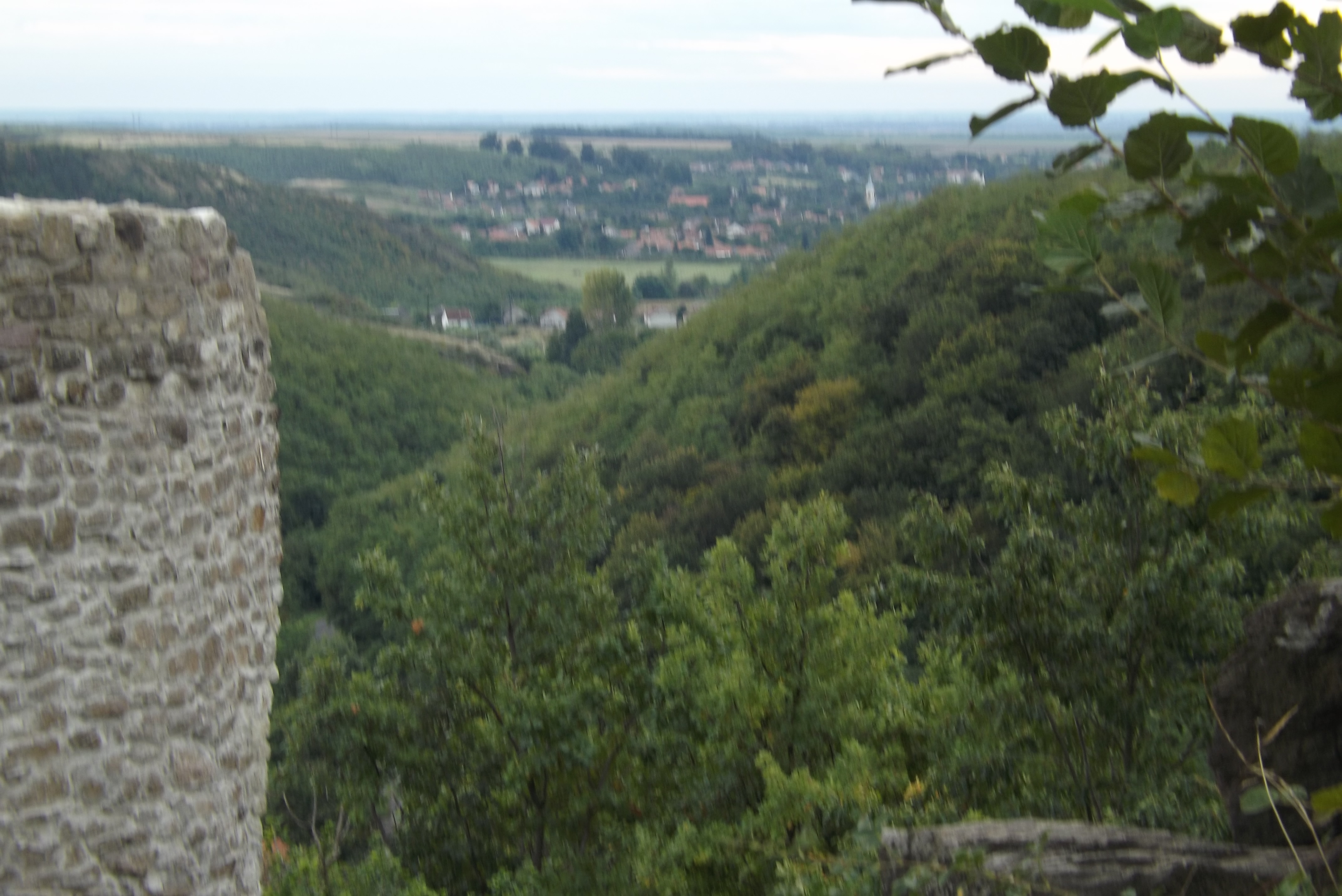
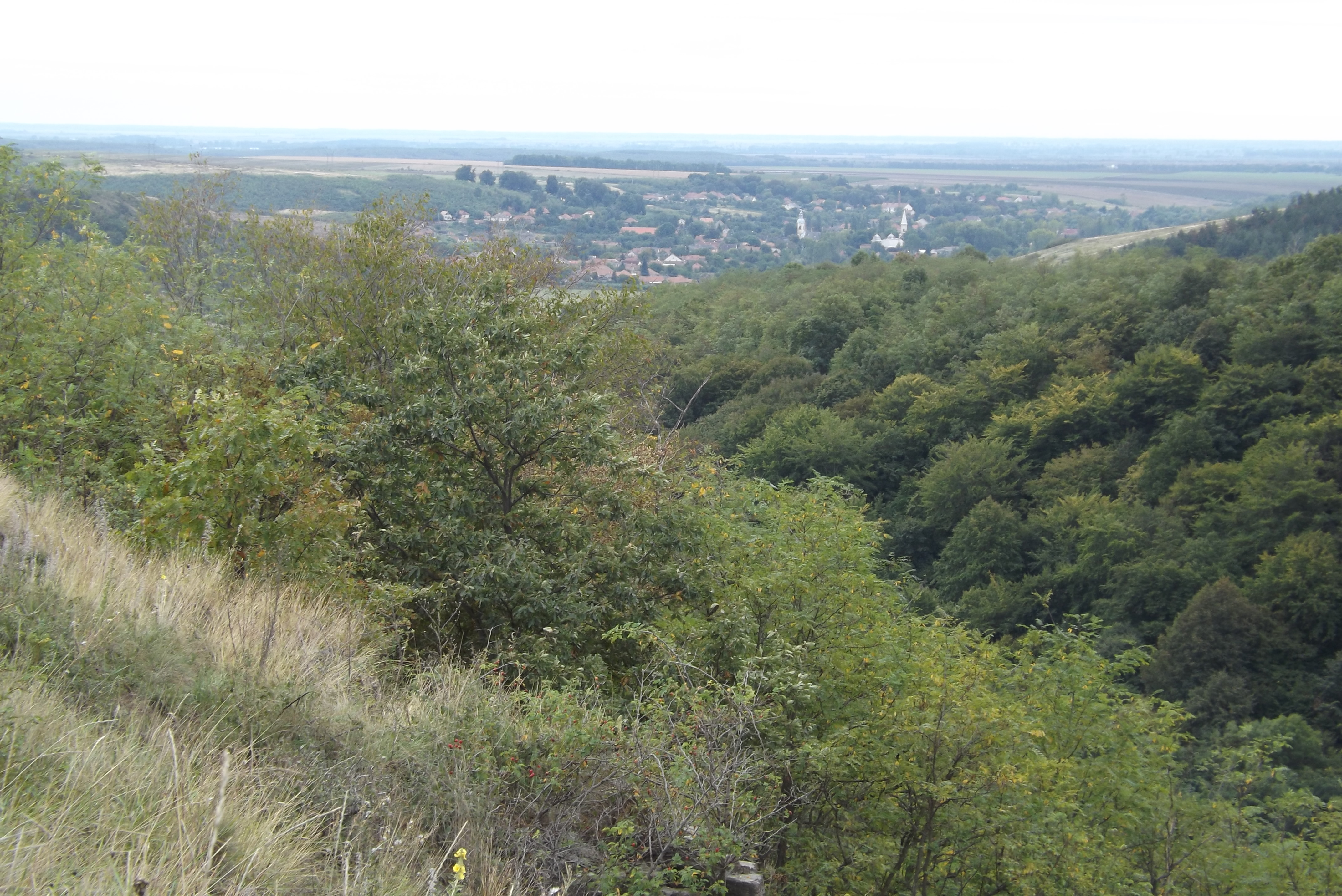